# إلمر فيرغسون
إلمر فيرغسون (بالإنجليزية: Elmer Ferguson)‏ هو صحفي أمريكي، ولد في 25 فبراير 1885 في تشارلوت تاون في كندا، وتوفي في 26 أبريل 1972 في مونتريال في كندا.